# Пширув
Пширув (пол. Przyrów) — місто в Польщі, у гміні Пширув Ченстоховського повіту Сілезького воєводства.
Населення — 1202 особи (2011).
У 1975-1998 роках село належало до Ченстоховського воєводства.

## Демографія
Демографічна структура станом на 31 березня 2011 року:
|          | Загалом | Допрацездатний вік | Працездатний вік | Постпрацездатний вік |
| -------- | ------- | ------------------ | ---------------- | -------------------- |
| Чоловіки | 617     | 119                | 426              | 72                   |
| Жінки    | 585     | 93                 | 338              | 154                  |
| Разом    | 1202    | 212                | 764              | 226                  |